# Nouvelle conjecture de Mersenne
Pour les articles homonymes, voir Mersenne (homonymie).
En mathématiques, la nouvelle conjecture de Mersenne (ou conjecture de Bateman, Selfridge et Wagstaff) est une conjecture concernant certains nombres premiers ; elle prévoit que pour tout entier naturel impair p, si deux des conditions suivantes sont vérifiées, alors la troisième aussi:
1. {\displaystyle p=2^{k}\pm 1\,} ou {\displaystyle p=4^{k}\pm 3\,} pour un certain k.
2. {\displaystyle 2^{p}-1\,} est premier (un nombre de Mersenne premier).
3. {\displaystyle {\frac {2^{p}+1}{3}}\,} est premier (un nombre premier de Wagstaff).

## Conjecture de Lenstra-Pomerance-Wagstaff
Lenstra, Pomerance et Wagstaff ont conjecturé que la quantité de nombres premiers de Mersenne dont l'exposant p est plus petit que x peut être approchée par
{\displaystyle {\rm {e^{\gamma }\cdot \log _{2}(x)}}},
où {\displaystyle \gamma } est la constante d'Euler-Mascheroni, {\displaystyle {\rm {e^{\gamma }=1{,}781\dots }}}
Ce qui est à rapprocher de ce qu'un nombre impair n pris "au hasard" a une probabilité proche de 2/ln(n) d'être premier.
Un nombre de la forme 2^p-1 aurait alors une probabilité 2/(p.ln(2)) d'être premier,
on additionne les nombres 2/(p.ln(2)) inférieurs à x, cela fait environ 2.ln(x)/ln(2) = 2*log_2(x)). Il faut bien sûr une analyse un peu plus poussée pour se rapprocher de la conjecture énoncée. On retient surtout que les nombres premiers de Mersenne ne sont guère plus rares ou fréquents que les autres nombres premiers.